# Knock Out Records
Knock Out Records és un segell discogràfic independent alemany especialitzat en música oi! i street punk. Té la seu a la ciutat de Dinslaken i està actiu des del 1988. Ha publicat grups com Oxymoron, The Adicts, Cock Sparrer, Cockney Rejects, Blood for Blood, Evil Conduct, Loikaemie i Stage Bottles. El seu fundador, Dirk Hamann, també és el responsable de dos subsegells: un dedicat a la música psychobilly anomenat Hellraizer, i un a l'ska, Blackout.